# 罪恶之城 (漫画)
《罪恶之城》（英語：Sin City）是美国漫画家兼艺术家弗兰克·米勒创作的一系列新黑色漫画。第一个故事最初出现在《黑马钜献五周年特别版》（1991年4月），并在1991年5月至1992年6月的《黑马钜献》第51-62期中以《罪恶之城》为题继续连载，分13个部分。随后还有其他几个长短不一的故事。这些故事相互交织，经常有重复出现的人物，故事背景设定在盆地城。
该系列作品深受黑色电影的影响，写作风格在很大程度上借鉴了侦探和犯罪题材的纸浆小说。
由罗伯特·罗德里格斯和弗兰克·米勒共同执导的改编电影《罪恶之城》于2005年4月1日上映。续集《罪恶之城2》于2014年8月22日上映。